# Dörte Thümmler
Dörte Thümmler (Hoyerswerda, Alemania, 29 de octubre de 1971) es una gimnasta artística alemana, especialista en la prueba de barras asimétricas con la que logró ser campeona mundial en 1987, compitiendo con Alemania del Este.

## Carrera deportiva
En el Mundial de Róterdam 1987 gana el oro en las barras asimétricas —empatada con la rumana Daniela Silivaş y por delante de la soviética Yelena Shushunova— y el bronce por equipos, tras Rumania (oro) y la Unión Soviética (plata), siendo sus compañeras de equipo: Gabriele Faehnrich, Ulrike Klotz, Martina Jentsch, Klaudia Rappy Astrid Heese.
En los JJ. OO. celebrados en Seúl (Corea del Norte) en 1988 consigue el bronce en equipos, tras la Unión Soviética y Rumania, siendo sus compañeras en esta ocasión: Martina Jentsch, Dagmar Kersten, Ulrike Klotz, Betti Schieferdecker y Gabriele Faehnrich.